# یولیا باکاستووا
یولیا باکاستووا (اوکراینی: Юлія Олександрівна Бакастова؛ زادهٔ ۲۶ ژوئن ۱۹۹۶) شمشیرباز زن اهل اوکراین است.
وی در مسابقات کشوری و بین‌المللی در مجموع برندهٔ ۱ مدال طلا، ۱ مدال نقره، ۲ مدال برنز شده است.